# Ferguson-Gletscher (Viktorialand)
Der Ferguson-Gletscher ist ein Gletscher im ostantarktischen Viktorialand. In der Asgard Range fließt er auf der Ostseite des Gallagher Ridge parallel zum Decker-Gletscher in nördlicher Richtung und mündet gemeinsam mit diesem in den unteren Ausläufer des Unteren Wright-Gletschers im Wright Valley.
Das New Zealand Geographic Board benannte ihn 1998 im Gedenken an die Fahrt von Traktoren des US-amerikanischen Herstellers Massey Ferguson über den Unteren Wright-Gletscher ins Wright Valley im Jahr 1967.